# Kophobelemnidae
Kophobelemnidae é uma família de corais da superfamília Pennatuloidea, ordem Scleralcyonacea.

## Géneros
Seguem os gêneros da família:
- Kophobelemnon (Asbjørnsen, 1856)
- Malacobelemnon (Tixier-Durivault, 1965)
- Sclerobelemnon (Kölliker, 1872)